# Evaodden
Evaodden är en udde i Antarktis. Den ligger i Västantarktis. Inget land gör anspråk på området. Evaodden ligger på ön Peter I Øy.
Terrängen inåt land är varierad. Havet är nära Evaodden åt nordväst. Trakten är obefolkad. Det finns inga samhällen i närheten.